# Les Coves (Rivert)
Les Coves és un petit conjunt de coves del terme de Conca de Dalt, al Pallars Jussà, dins de l'antic terme de Toralla i Serradell, al Pallars Jussà, en territori del poble de Rivert.
Estan situades al sud-oest de Rivert, a l'esquerra del barranc dels Escarruixos just dessota i a migdia de la Solana de les Coves, al vessant meridional del Serrat de les Coves, elements geogràfics que en prenen el nom. És al nord del Pas de la Foradada.